# Cryptochironomus calyxus
Cryptochironomus calyxus är en tvåvingeart som beskrevs av Guha, Das och Chaudhuri 1985. Cryptochironomus calyxus ingår i släktet Cryptochironomus och familjen fjädermyggor. Inga underarter finns listade i Catalogue of Life.